# Northwest Hancock
Northwest Hancock es un territorio no organizado ubicado en el condado de Hancock en el estado estadounidense de Maine. En el Censo de 2010 tenía una población de 2 habitantes y una densidad poblacional de 0,02 personas por km².

## Geografía
Northwest Hancock se encuentra ubicado en las coordenadas 44°56′9″N 68°26′3″O / 44.93583, -68.43417. Según la Oficina del Censo de los Estados Unidos, Northwest Hancock tiene una superficie total de 106.12 km², de la cual 105.89 km² corresponden a tierra firme y (0.22%) 0.23 km² es agua.

## Demografía
Según el censo de 2010, había 2 personas residiendo en Northwest Hancock. La densidad de población era de 0,02 hab./km². De los 2 habitantes, Northwest Hancock estaba compuesto por el 100% blancos, el 0% eran afroamericanos, el 0% eran amerindios, el 0% eran asiáticos, el 0% eran isleños del Pacífico, el 0% eran de otras razas y el 0% pertenecían a dos o más razas. Del total de la población el 0% eran hispanos o latinos de cualquier raza.